# Middle Island, River Harbour
Middle Island är en ö i territoriet Falklandsöarna (Storbritannien). Den ligger i den nordvästra delen av ögruppen, 130 km väster om huvudstaden Stanley.